# プーリー (食品)

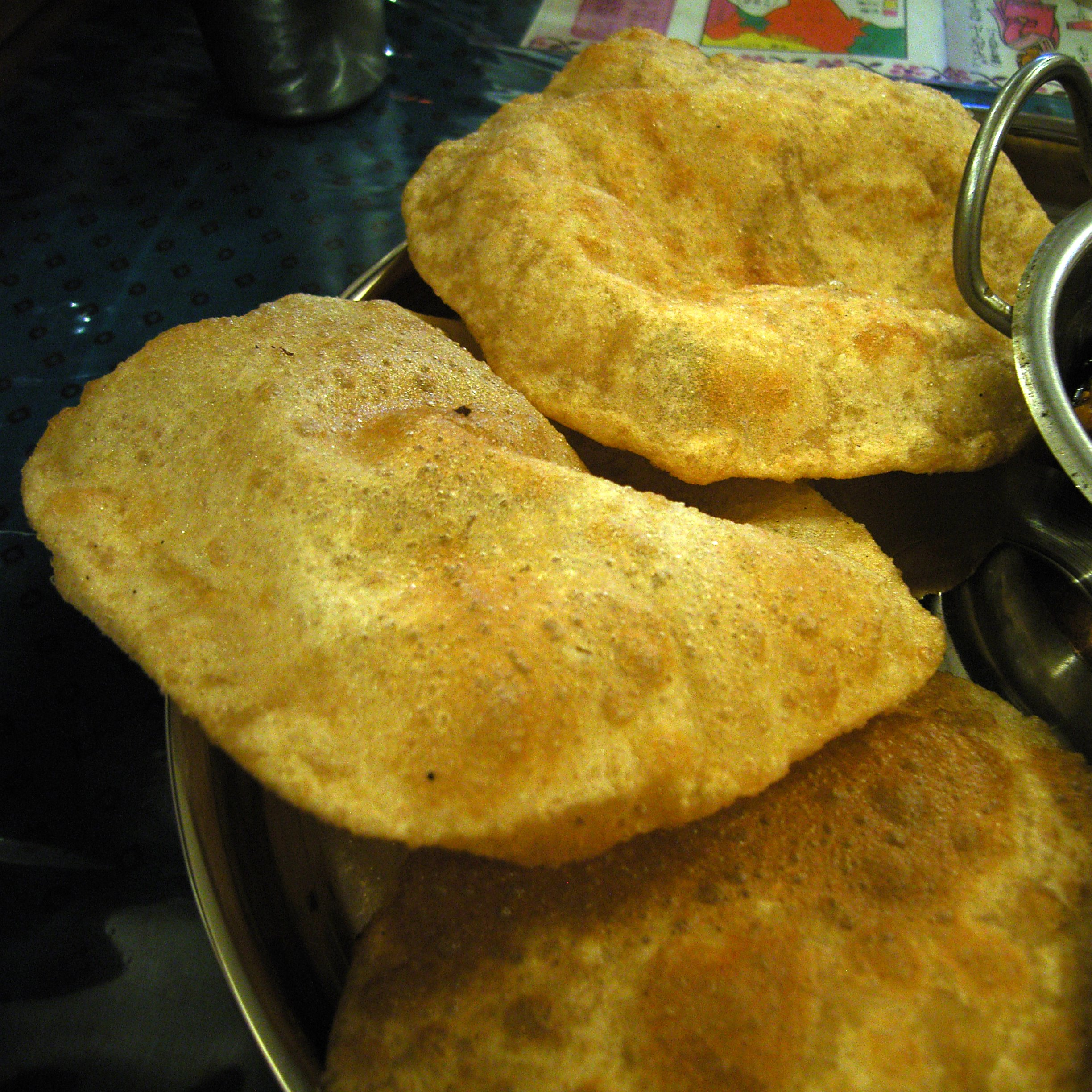
プーリー

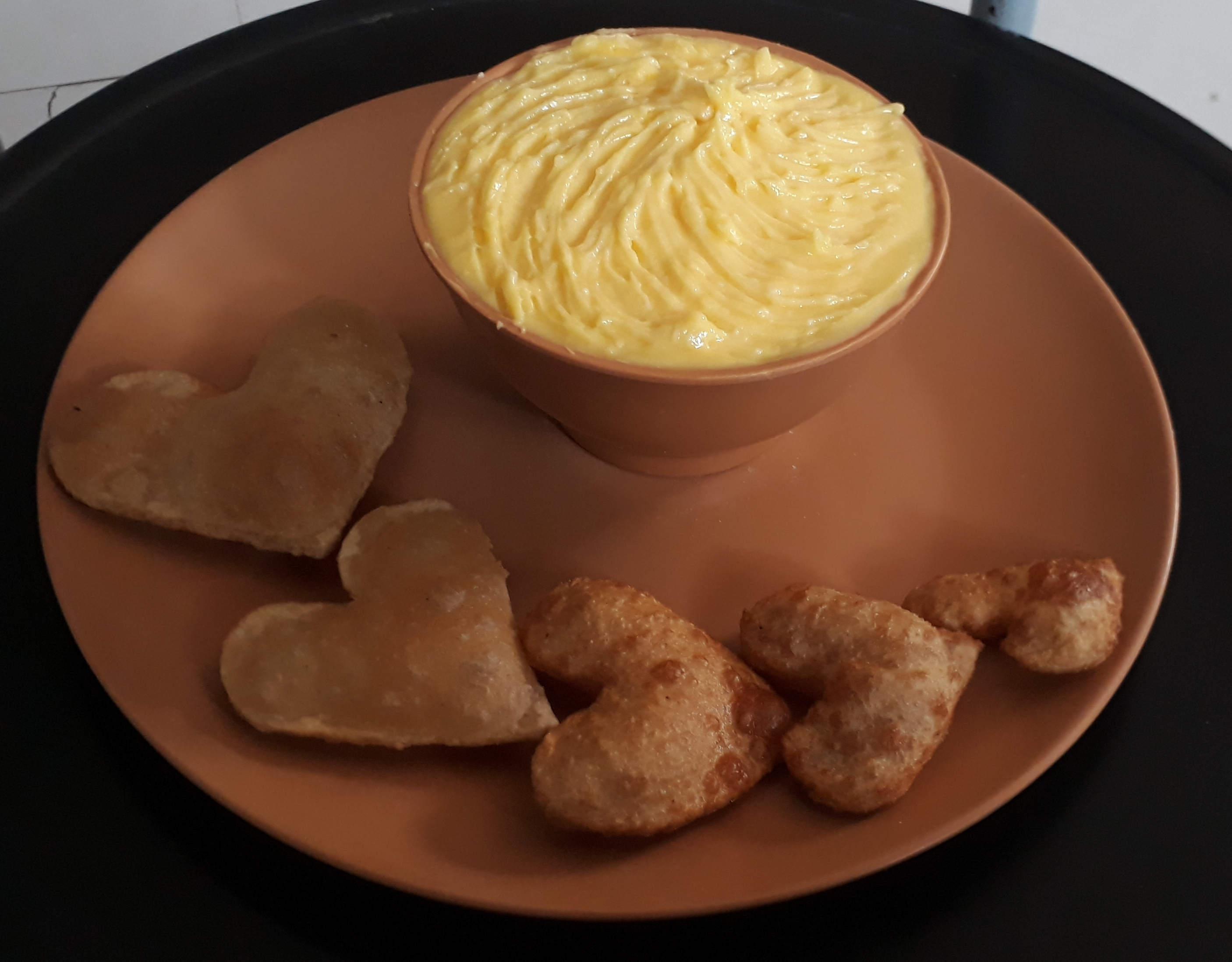
ハート型のプーリーとシュリカンド

プーリー（पूरी）は、チャパティと同じ全粒粉の生地を薄い円形にのばし、油で揚げたもの（揚げパン）。揚げ油の温度を低めに保ち、生地がよく膨らむまで油の中に沈めて揚げる。揚げたては風船のように大きく膨らんでいる。
おかずと一緒にそのまま食べるほか、小型のプーリーをパーニープーリーのベースに用いる。
カレーや甘いシュリカンドに付けて食される。